# Замок Карнью
Замок Карнью (англ. Carnew Castle, ірл. Caisleán na Carn an Bhua) — замок Карно, Кашлен на Карн ан Вуа, замок Валу Перемоги — один із замків Ірландії, розташований у графстві Віклоу на самому кордоні з графством Вексфорд.

## Історія
На місці замку Карнью було укріплене поселення ще в часи неоліту. Археологічні розкопки виявили камінні будівлі та укріплення, які датують ІІІ тисячоліттям до н. е. Зберігся кам'яний хрест V століття — судячи по всьому тут був або монастир або церква біля поселення. Після англо-норманського завоювання Ірландії наприкінці ХІІ століття норманські феодали збудували тут замок. Перші повідомлення в історичних джерелах про цей замок датуються 1247 роком. Замок тоді називався Каребот і згадується в королівській хартії короля Англії Генріха ІІІ. Замок був побудований з метою захисту володінь англо-норманських феодалів від ірландських кланів, які намагалися повернути собі ці землі. Багато ірландських кланів продовжували боротьбу за звільнення Ірландії і мали свої власні незалежні королівства. Наприкінці ХІІІ століття вождь ірландського клану О'Тул захопив замок Карно і перебудував його. Клан О'Тул утримував цей замок майже 200 років. У 1570 році військо королеви Англії захопило замок Карно. Замок і землі навколо нього отримав англійський аристократ Генрі Гаррінгтон. Він перебудував замок в англійському стилі. Стіни навколо замку були побудовані пізніше.
У 1619 році замок взяв в оренду валієць Колкофф Чамбер. Він займався виплавкою і переробкою металу. Створив один з найбільших парків в Ірландії радіусом більше 7 миль. Займався питаннями переселення валійських сімей в Ірландію.
У 1641 році спалахнуло повстання за незалежність Ірландії. На той час у замку жив Колкофф Чамбер. Повстанці з ірландських кланів О'Тул та О'Бірн атакували замок Карно. Повстанців очолювали Матерсон, Бірн, Донал Кавані Баллінгейт. Замок вперто тримав облогу, захисники гинули від голоду. Нарешті замок став ареною боїв і згорів, захисники замку — 160 чоловік загинули. Родина Чамбер вижила — їх відвезли в Дублін. У замку потім був ірландський гарнізон. Замок утримував Кноклоу О'Бірн до 1649 року, коли замок взяв штурмом Річард Талбот. У 1651 році війська Олівера Кромвеля під командою полковника Х'юсона взяли замок штурмом. Замок при штурмі бомбардували гарматами — замок був сильно зруйнований. Замок довгий час стояв у повних руїнах, поки лорд ФітцВільям не відбудував його. У 1655 році вийшов указ, згідно якого «жителів Карно, Кулаттін, Клохамон, які були нелояльними до уряду Англії» виселити з цих земель, а їхнє майно розділити між англійськими солдатами. У другій половині XVII століття землі навколо замку Карно були заселені англійськими колоністами протестантами.
Збереглося підземелля замку, яка пам'ятає трагічні події 1798 року. У це підземелля були кинуті полонені ірландського повстання за незалежність. Наступного дня всі вони були розстріляні на подвір'ї замку. Біля замку нині стоїть пам'ятник загиблим повстанцям. Більшість розстріляних були просто мирними жителями і не брали участь у повстання. 25 травня 1798 року гарнізон замку Карно довідався, що в сусідньому графстві Кілдер спалахнуло повстання. Гарнізон вирішив провести попереджувальну каральну акцію. Місцевих селян — ірландців та католиків схопили, кинули в підземелля замку, а потім розстріляли. Ця акція викликала обурення в населення графств Віклоу та Вексфорд. 4 червня на гарнізон замку здійснив напад загін повстанців на чолі з «Генералом Вереску» — Ентоні Перрі. 30 червня повстанці влаштували засідку на загін кавалерії англійських військ і знищили його. Потім замок знову захопили англійські війська на чолі з капітаном Томасом Сваном Томбреном. Повстанці знову напали на замок, але зазнали невдачі. Біля замку Карно жила сумнозвісна Бріджіт Долан — «Кругловидна Бідді». Після поразки повстання вона займалася тим, що писала на місцевих жителів доноси, що вони нібито «співчували повстанцям» і за це отримувала винагороду. Більшість людей на яких були написані ці доноси були або повішені або відправленні на заслання в Австралію. Її всі ненавиділи в околиці й для власного захисту вона постійно тримала при собі двох величезних псів. Вона померла у віці 50 років у 1827 році.
Після 1798 року лорд Фітц Вільям перебудував замок і зробив його придатним для життя. Замок був перебудований у так званому «георгіївському стилі». При реставрації головна увага була зосереджена на симетрії будівель та прикрасах. Навколо замку був розбитий сад і парк. У парку замку збереглася липа, якій вже не одна сотня років. У перебудові замку брав участь преподобний Річард Понсонбі — згодом єпископ Деррі. Його наступник — Ревд Генрі Мур збудував навколо замку високу стіну і рішуче протестував проти відкриття в замку міжконфесійної школи. Суд дозволив відкрити йому в замку протестантську школи, про чого рішуче протестував лорд Фітц Вілям і вирішив виселити Мура з замку. Замок не переставав буди ареною міжрелігійної колотнечі між католиками і протестантами. Наприкінці ХІХ століття кілька чоловік у знак протесту зняли з замку британський прапор «Юніон Джек». На щастя суд був досить розсудливим і просто відпустив їх з попередженням.
У ХХ столітті в замку жили містер і місіс Вудхауз, що мали тут молочарню. Крім того, вони на землях біля замку вирощували городину на продаж, мали сад. Потім у замку жила родина Спайсер. У замку зберігся дзвін, що називається «дзвін місіс Спайсер» — вона його використовувала, щоб сигналізувати чоловікові, що обід вже готовий.
Біля замку нині є тенісний корт. Багато людей не розуміють, як можна грати в теніс нам, де колись був масовий розстріл і потім поховали тіла розстріляних.